# دهستان مهرانرود مرکزی
دهستان مهرانرود مرکزی یکی از دهستان‌های استان آذربایجان شرقی است که در بخش مرکزی شهرستان بستان‌آباد واقع شده‌است. این دهستان در سال ۱۳۶۶ خورشیدی تأسیس شده و جمعیت آن در سال ۱۳۸۵ خورشیدی بالغ بر ۱۹٬۲۱۶ نفر بوده‌است.

## موقعیت
دهستان مهرانرود مرکزی دارای آب و هوایی کوهستانی و تپه‌ای می‌باشد. نزدیک بودن کوه سهند در نوع آب و هوای این منطقه تاثیر زیادی دارد. مرکزیت این دهستان روستای نوجه ده سادات مشتمل بر ۲۰ روستا است.